# Willy Maertens
Willy Maertens (30 de octubre de 1893 - 28 de noviembre de 1967) fue un actor teatral, cinematográfico y televisivo, director y profesor teatral de nacionalidad alemana.

## Biografía
Su nombre completo era Wilhelm Hermann August Maertens, y nació en Brunswick, Alemania, dedicándose muy pronto a la interpretación. Comenzó su carrera en Berlín, donde se formó como actor, antes del inicio de la Primera Guerra Mundial. Después actuó en el Teatro Intimes de Núremberg y en el teatro de verano de Salzgitter. Antes de ser reclutado para la Guerra, trabajó en Sondershausen, Rudolstadt y Arnstadt. A partir de 1918 actuó en Stationen Wismar, Bydgoszcz, Elbląg, Szczawno Zdrój, Hannover, Sarrebruck y Brunswick.
En 1927 se trasladó al Teatro Thalia de Hamburgo, donde pasó 12 años trabajando exclusivamente como actor y, a partir de 1939, a menudo también como director. Cuando el teatro resultó destruido por los bombardeos en 1945, Maertens se hizo cargo de la gerencia del local, que hasta entonces estaba en manos de Robert Meyn. Apenas un año después, el teatro reabrió provisionalmente llevando a escena Noche de reyes, de William Shakespeare. La inauguración del edificio totalmente restaurado tuvo lugar el 3 de diciembre de 1960 con la obra de George Bernard Shaw Santa Juana. 
Además, el polifacético Maertens fue también profesor de teatro, contando entre sus alumnos artistas como Manfred Steffen, Karl-Heinz Kreienbaum y Heinz Lanker. En 1964 cedió la dirección del Teatro Thalia a Kurt Raeck.
Entre los papeles más destacados interpretados por Maertesn en el escenario figuran los siguientes:
- Emanuel Striese en Der Raub der Sabinerinnen, de Franz y Paul von Schönthan,
- Gabriel Fabre en Mein Sohn, der Herr Minister, de André Birabeau
- Beringer en Ich – erste Person Einzahl, de Lewis Grant Wallace
- Orgon en Tartufo, de Molière

Finalizada la Segunda Guerra Mundial, inició su carrera en el cine y, más tarde, en la televisión. Anteriormente únicamente había hecho un papel de reparto en Anschlag auf Baku (1942). Hizo primeros papeles, entre otros filmes, en Arche Nora (1948), Nur eine Nacht (1950), Unter den tausend Laternen (1952), Biedermann und die Brandstifter (1958), y Der Raub der Sabinerinnen (1959). Además hizo diversos papeles de reparto en producciones populares como In jenen Tagen (1947), Keine Angst vor großen Tieren (1953), El capitán de Köpenick o Nacht fiel über Gotenhafen (1959). 
En El capitán de Köpenick, probablemente el primer drama radiofónico tras la Guerra, Maertens hizo el papel protagonista. La primera emisión tuvo lugar el 3 de septiembre de 1945 en la antigua estación de Radio Hamburgo. En este medio hizo con mayor frecuencia que en el cine y en la TV papeles protagonistas. Además, en los años 1940 y 1950 también fue actor de voz. 
Willy Maertens estuvo casado con la también actriz Charlotte Kramm (1900–1971). A partir de 1932 y hasta su muerte, al igual que su marido, ella formó parte del Teatro Thalia. Sin embargo, y a causa de su origen judío, desde 1935 el régimen Nazi les prohibió actuar. Ella sobrevivió al Holocausto gracias a la intercesión de un amigo de la pareja, presidente del Reichstheaterkammer. Maertens tuvo un hijo, Peter Maertens (nacido en 1931), también actor y, así mismo, comprometido con el Teatro Thalia. Sus nietos Michael, Kai y Miriam Maertens son también actores. 
Willy Maertens falleció en 1967 en Hamburgo, Alemania. Fue enterrado en el Cementerio Ohlsdorf de dicha ciudad. Cuatro años más tarde su mujer fue enterrada junto a él. 

## Filmografía
| - 1942: Anschlag auf Baku, dirección: Fritz Kirchhoff - 1947: In jenen Tagen, dirección: Helmut Käutner - 1948: Arche Nora, dirección: Werner Klingler - 1948: Der Apfel ist ab, dirección: Helmut Käutner - 1950: Absender unbekannt, dirección: Ákos Ráthonyi - 1950: Nur eine Nacht, dirección: Fritz Kirchhoff - 1950: Der Schatten des Herrn Monitor, dirección: Eugen York - 1951: Schön muß man sein, dirección: Ákos Ráthonyi - 1951: Engel im Abendkleid, dirección: Ákos Ráthonyi - 1952: Unter den tausend Laternen, dirección: Erich Engel - 1952: Toxi, dirección: Robert A. Stemmle - 1952: Oh, du lieber Fridolin, dirección: Peter Hamel - 1952: Ich warte auf dich, dirección: Volker von Collande - 1953: Der Hund im Hirn, dirección: Carl-Heinz Schroth (TV) - 1953: Keine Angst vor großen Tieren, dirección: Ulrich Erfurth - 1954: Geständnis unter vier Augen, dirección: André Michel - 1954: Bei Dir war es immer so schön, dirección: Hans Wolff - 1954: Im sechsten Stock, dirección: John Olden (TV) - 1954: Konsul Strotthoff, dirección: Erich Engel - 1954: Drei vom Varieté, dirección: Kurt Neumann - 1955: Musik, Musik und nur Musik, dirección: Ernst Matray - 1955: Wie werde ich Filmstar?, dirección: Georg Dammann - 1956: Wenn wir alle Engel wären, dirección: Günther Lüders - 1956: Die Ehe des Dr. med. Danwitz, dirección: Arthur Maria Rabenalt - 1956: Mädchen mit schwachem Gedächtnis, dirección: Géza von Cziffra - 1956: El capitán de Köpenick, dirección: Helmut Käutner | - 1956: Skandal um Dr. Vlimmen, dirección: Arthur Maria Rabenalt - 1957: Nachts im Grünen Kakadu, dirección: Georg Jacoby - 1958: Biedermann und die Brandstifter, dirección: Fritz Schröder-Jahn (TV) - 1958: Der Mann, der nicht nein sagen konnte, dirección: Kurt Früh - 1959: Nacht fiel über Gotenhafen, dirección: Frank Wisbar - 1959: Frau im besten Mannesalter, dirección: Axel von Ambesser - 1959: Der Raub der Sabinerinnen, dirección: Hermann Pfeiffer (TV) - 1959: Natürlich die Autofahrer, dirección: Erich Engels - 1959: Die schöne Lügnerin, dirección: Axel von Ambesser - 1960: Nach all der Zeit, dirección: Hans Lietzau (TV) - 1961: Unseliger Sommer, dirección: Gustav Burmester (TV) - 1961: Das Wunder des Malachias, dirección: Bernhard Wicki - 1961: Der Lügner, dirección: Ladislao Vajda - 1962: Annoncentheater, dirección: Helmut Käutner (TV) - 1963: Hafenpolizei, episodio Der Blindgänger, dirección: John Olden (serie TV) - 1964: Koll, dirección: Claus Peter Witt (TV) - 1965: Ein Volksfeind, dirección: Oswald Döpke (TV) - 1965: Jennifer...? (TV) - 1965: Onkel Phils Nachlaß, dirección: Frank Wisbar (TV) - 1967: Frank V. – Opfer einer Privatbank, libro y dirección: Friedrich Dürrenmatt (TV) - 1968: Zimmer 13, episodio Die Herren kennen sich, dirección: Wolfgang Glück (serie TV) |

## Radio
- 1945: Hauptmann von Köpenick, de Carl Zuckmayer, dirección de Helmut Käutner, con Eduard Marks, Fita Benkhoff y Inge Meysel
- 1950: Die wundertätigen Bettler, dirección de Gustav Burmester, con Eduard Marks, Arnim Waldeck-Süssenguth y Joseph Offenbach
- 1952: Aus dem Leben eines Arztes. Der Chirurg Ferdinand Sauerbruch erzählt, dirección de Fritz Schröder-Jahn, con Eduard Marks, Mirjam Ziegel-Horwitz y Hans Paetsch
- 1952: Meine Nichte Susanne, director y narrador Carl-Heinz Schroth, con Christl Mardayn, Erwin Linder y Eduard Marks
- 1953: Die Hutdynastie, dirección de Detlof Krüger, con Heinz Klevenow, Gisela Trowe y Wolfgang Arps
- 1954: Schnapsidee, dirección de Gert Westphal, con Gerlach Fiedler, Helmut Peine y Max Walter Sieg
- 1955: Der Passagier vom 1. November, de Georges Simenon, dirección de Fritz Schröder-Jahn, con Hanns Lothar, Walter Richter y Max Walter Sieg
- 1955: Die Dame im grünen Schleier, dirección de Gerlach Fiedler, con Carl Voscherau, Ernst von Klipstein y Walter Grüters
- 1956: Akte 414 – Wilhelm Voigt, dirección de Kurt Reiss, con Hilde Krahl, Heinz Ladiges y Werner Rundshagen
- 1956: An den Ufern der Plotinitza, dirección de Fritz Schröder-Jahn, con Joachim Teege, Hannelore Schroth y Joseph Offenbach
- 1957: Der Mann, der nicht schlafen konnte, dirección de Hans Rosenhauer, con Hartwig Sievers, Hanns Lothar y Josef Dahmen
- 1957: Die Früchte des Kaktus, dirección de Fritz Schröder-Jahn, con Jürgen Goslar, Otto Kurth y Gisela von Collande
- 1957: Abendstunde im Spätherbst, de Friedrich Dürrenmatt, dirección de Gustav Burmester, con Ernst Schröder, Wolff Lindner y Kurt Fischer-Fehling
- 1958: Menschen im Hotel, dirección de Heinz-Günter Stamm, con Paul Dahlke, Brigitte Horney y Erik Schumann
- 1958: Das Lied der Drehorgel, dirección de Heinz-Günter Stamm, con Heinz Schimmelpfennig, Karl John y Ernst Walter Mitulski
- 1958: Die Saline, dirección de Fritz Schröder-Jahn, con Erich Schellow, Ella Büchi y Marlene Riphahn
- 1960: Der Reigenprozeß, dirección de Fritz Schröder-Jahn, con Horst Uhse, Anja Buczkowski y Friedrich von Bülow
- 1961: Dunkle Erbschaft, tiefer Bayou, dirección de Fritz Schröder-Jahn, con Hans Lietzau, Gerda Schöneich y Inge Meysel
- 1961: Dichter Nebel, dirección de Fritz Schröder-Jahn, con Heinz Klevenow, Else Ehser y Katharina Brauren
- 1963: Alchimons Apfel, dirección de Gert Westphal, con Rudolf Schomberg, Hanns Lothar y Karl-Heinz Gerdesmann
- 1963: Schattenspiele, dirección de Alexander Kraft, con Hans-Helmut Dickow, Horst Richter y Harry Gondi
- 1963: Bornhofer, dirección de Fritz Schröder-Jahn, con Else Ehser, Annemarie Schradiek y Heinz Reincke